# Igreja Matriz de Vila Nova da Baronia
A Igreja Matriz de Vila Nova da Baronia, também conhecida como Igreja Paroquial de Vila Nova da Baronia ou Igreja de Nossa Senhora da Assunção, é um monumento religioso na freguesia de Vila Nova da Baronia, no Município de Alvito, em Portugal. Este edifício foi construído entre os séculos XVI e XVII, tendo sucedido a uma igreja anterior, da qual não sobreviveram quaisquer vestígios.
Está classificada como Imóvel de Interesse Público desde 1982.

## Descrição
O imóvel situa-se no Largo Francisco Manuel Fialho. Integra-se em geral no estilo maneirista, com elementos barrocos.
Na fachada principal abre-se o portal de entrada, dividido em três portas de vergas rectas, ligadas por uma cornija em mármore. A fachada termina num frontão triangular, e tem em cada lado uma torre, de planta quadrangular.
No interior, a igreja está organizada numa só nave com nártex, e que tem uma cobertura em abóbada de berço, com sete tramos. Tem duas capelas laterais, uma dedicada a Nossa Senhora do Rosário no lado da Epístola, e outra das Almas no lado do Evangelho. A Capela das Almas possui um retábulo maneirista retratando São Miguel e as almas, e nas paredes laterais restam alguns vestígios de pinturas murais seiscentistas, com Santo André e um papa, sendo provavelmente tanto os frescos como o retábulo da autoria de José de Escobar. Por seu turno, a Capela de Nossa Senhora do Rosário ostenta um altar com talha dourada em dois andares, emoldurando um políptico sobre a Virgem Maria, composto por seis quadros maneiristas. Destaca-se também a cobertura em azulejos da nave, provavelmente fabricados no século XVII, além de dois frontais de altar, igualmente em azulejos seiscentistas, que revelam influências orientais, e que vieram da Ermida de Santo António.
Na capela-mor, o retábulo também está ornamentado com talha dourada barroca, onde estão representados pássaros, anjos e cachos de uvas. No centro do retábulo ergue-se o trono com o Santíssimo.
A igreja está integrada no percurso temático da Rota de Sant' Águeda, que também inclui outros monumentos históricos na freguesia, como o Pelourinho de Vila Nova da Baronia, a Capela de Nossa Senhora da Conceição, e a Ermida de Santa Ágata.

## História
Sucede a uma igreja mais antiga, situada no mesmo local, cuja construção foi provavelmente promovida pelo convento da Santíssima Trindade de Santarém, que desde o século XIII tinha o padroado das igrejas no concelho. O convento de Santarém tinha recebido este privilégio pelo testamento de Estêvão Annes, chanceler-mor de D. Afonso III, que faleceu em 20 de Março de 1279, tendo deixado a vila de Alvito aos religiosos da Tridade. Porém, a igreja original ruiu nos finais do século XVI, tendo o arcebispo de Évora, D. Teotónio de Bragança, ordenado a construção de um santuário, cujas obras foram coordenadas pelo mestre Neutel Dias.
Assim, a história inicial da Igreja Matriz de Vila Nova da Baronia é muito semelhante à da Igreja Matriz de Alvito, uma vez que ambas sucedem a templos medievais, construídos por determinação do convento dos Trinitários de Santarém. Porém, enquanto que a igreja original de Vila Nova da Baronia desapareceu completamente e teve de ser reconstruída, no caso de Alvito o templo passou por um grande processo de expansão, com o reaproveitamento das estruturas primitivas.
Em 1594 foi fundada a Capela das Almas na igreja, por parte de uma confraria com o mesmo nome. Em 1602 os trabalhos de construção foram interrompidos devido a um acidente, e no ano seguinte o artista José de Escobar foi contratado para fazer o douramento do retábulo e as pinturas a fresco no arco da capela das Almas. Foi também no século XVII que se procedeu à instalação dos azulejos, do púlpito, da pia baptismal, dos retábulos colaterais e das capelas laterais. Em 1762 foi instalado o lavabo na sacristia, e neste século também foi executado o retábulo na capela-mor.
Em 1907 o edifício foi alvo de obras de restauro, que foram assinaladas por uma inscrição na parede Sul. Em 1982 foi classificada como Imóvel de Interesse Público pelo Decreto n.º 28, de 26 de Fevereiro.
Em 2021, a Câmara Municipal de Alvito iniciou um programa de reabilitação da área envolvente à igreja, que iria incidir sobre o largo fronteiro, além das ruas que a ligavam às Capelas do Senhor dos Passos e de Nossa Senhora da Conceição, e dos edifícios da Junta de Freguesia e da Biblioteca.